# Вільфредо Парето
Вільфре́до Паре́то (італ. Vilfredo Pareto; *15 липня 1848, Франція—† 19 серпня 1923, Лозанна, Швейцарія) — італійський економіст, філософ і соціолог, зробив важливий внесок в економіку, соціологію і моральну філософію. Він ввів поняття ефективності Парето і допоміг розвитку галузі мікроекономіки. Його теорії вплинули на Беніто Муссоліні і розвиток Італійського фашизму. Один з основоположників теорії еліт. Він розробив теорії, названі згодом його ім'ям: статистичний розподіл Парето і оптимум Парето, широко використовувані в економічній теорії та інших наукових дисциплінах.

## Біографія
Вільфредо Парето народився 15 липня 1848 р. у Парижі в сім'ї італійського маркіза, вихідця з портового міста Генуя, вимушеного емігрувати через свої ліберальні і республіканські переконання. Мати Парето була француженкою, і він з дитинства однаково добре володів італійською та французькою, однак все життя він відчував себе насамперед італійцем.
У 1858 році сім'я Парето повернулася до Італії. Там Вільфредо починає вчитися і отримує одночасно класичне гуманітарну і технічну освіту. При цьому велику увагу він приділяє вивченню математики.
Після закінчення Політехнічної школи в Турині Парето в 1869 р захищає дисертацію «Фундаментальні принципи рівноваги в твердих тілах». Тема ця сприймається як ознака, враховуючи важливе місце поняття рівноваги в його наступних економічних і соціологічних працях. Протягом кількох років він займає досить важливі посади в залізничному відомстві і в металургійній компанії.
У 1890-ті роки він робить невдалу спробу зайнятися політичною діяльністю. В цей же час він активно займається публіцистикою, читанням і перекладами класичних текстів. У першій половині 90-х років Парето публікує ряд досліджень в галузі економічної теорії та математичної економіки. З 1893 року і до кінця життя він був професором політичної економії Лозанського університету в Швейцарії, змінивши на цій посаді відомого економіста Леона Вальраса.
В останній рік життя Парето в Італії вже встановився фашистський режим. Деякі видатні діячі цього режиму, і перш за все сам Муссоліні, вважали себе учнями лозанського професора. У зв'язку з цим в 1923 р він був удостоєний звання сенатора Італії. Парето висловив стриману підтримку новому режиму, одночасно закликавши його бути ліберальним і не обмежувати академічних свобод.
Помер Парето 20 серпня 1923 р. в місті Селиньї (Швейцарія), де жив останні роки свого життя, там він і був похований.

## Соціологічні дослідження
На думку Парето, суспільство має пірамідальну структуру, на вершині якої знаходиться еліта — керівний соціальний шар, що направляє життя всього суспільства. У своїх роботах Парето скептично ставився до демократичних режимів, називаючи їх «демагогічною плутократією», вважаючи, що в політичному житті є універсальний закон, при якому еліта завжди обманює маси.
Успішний розвиток суспільства, проте, можливий лише при своєчасному оновленні еліт, що розумілося у Парето, в висунутій ним концепції «циркуляції еліт» як абсорбування і включення найбільш мобільних представників нееліт або контр-еліт в еліту за директивним «обранням зверху» з боку самої ж правлячої еліти. В іншому випадку, відповідно до його концепції, суспільство чекає застій і заміна, в результаті революції, старої еліти — нової.

## Розподіл Парето (правило 80/20)
Спрощений виклад закону:
| Витрати часу на виконання плану: 20% праці реалізують 80% результату, але решта 20% результату вимагають 80% загальних витрат. |

Закон має вельми віддалене відношення до самого Парето. Італієць помер в 1923 році, а назву закону запропонував у 1941 році американський фахівець в галузі якості Джозеф Джуран на честь однієї з робіт, де говорилося про те, що в Італії 20 % домогосподарств отримують 80 % доходів.

## Відомі тези
|  | Історія — це кладовище аристократій. |

## Список творів
- Курс політичної економії (Cours d'économie politique, 1896—1897)
- Соціалістичні системи (Les Systèmes socialistes, 1902—1903)
- Підручник політичної економії (Manuale di economia politica, 1906)
- Трактат із загальної соціології (Trattato di sociologia generale, 1916)
- Короткий посібник з загальної соціології (Compendio di sociologia generale, 1920)
- Публікації російською мовою
- Соціалістичні системи = Les Systèmes socialistes // Теоретична соціологія. Антологія. У 2 частинах (Складання, наукова редакція, передмова С. П. Баньковський), Т 1 — М .: Книжковий дім «Університет», 2002..
- Компендіум із загальної соціології = Compendio di sociologia generale / Пер. А. А. Зотова. — 2-е вид. — М .: Изд. будинок ГУ ВШЕ, 2008. — 511 с. — 1 000 прим. — ISBN 978-5-7598-0573-1.
- Трансформація демократії / пер. з італ. М. Юсіма. М .: Видавничий дім «Територія майбутнього», 2011. — 208 с.